# Maria Kameneva
Maria Kameneva (russe : Мария Андреевна Каменева), née le 27 mai 1999, est une nageuse sportive russe, spécialiste de la nage libre.

## Jeunesse
Elle fait ses études à l'Université d'État d'Orenbourg (en).

## Carrière
En 2018, elle est double médaillée de bronze en relais (4 × 50 m nage libre mixte et 4 × 50 m 4 nages mixte) lors des Mondiaux en petit bassin 2018 avec l'équipe russe. Lors des Championnats de Russie, Maria Kameneva établit un nouveau record de Russie sur le 50 m nage libre en 24 s 61.
Aux Championnats d'Europe en petit bassin 2019, elle remporte l'argent sur le 100 m dos en battant le record de Russie de la distance en 56 s 10, record anciennement détenu depuis 10 ans par Ksenia Moskvina.

## Palmarès

### Championnats d'Europe

#### En petit bassin
- Championnats d'Europe en petit bassin 2021 à Kazan (Russie) :
  -  médaille d'or sur le 4 x 50 m nage libre
  -  Médaille d'or sur le 4 x 50 m 4 nages
  -  Médaille d'argent sur le 4 x 50 m nage libre mixte
  -  Médaille d'argent sur le 100 m 4 nages
  -  Médaille de bronze sur le 50 m nage libre